# س. بي. ماكفيرسن
س. بي. ماكفيرسن هو عالم سياسة كندي، ولد في 18 نوفمبر 1911 في تورونتو في كندا، وتوفي في 22 يوليو 1987.

## وصلات خارجية
- س. بي. ماكفيرسن على موقع ميوزك برينز (الإنجليزية)
- س. بي. ماكفيرسن على موقع إن إن دي بي (الإنجليزية)